# 木村正俊 (国際政治学者)
木村 正俊（きむら まさとし、1961年 - ）は、日本の政治学者。法政大学法学部教授。専門は国際政治学、現代中東政治。
頭脳警察、裸のラリーズのファン。

## 経歴
1985年東京大学理学部天文学科卒業。その後、同大法学部三類に学士入学し、1988年同大学法学部政治学科卒業。1994年オックスフォード大学現代中東研究修士号修了。1997年東京大学法学政治学研究科政治学専攻博士課程単位取得満期退学。1998年立教大学法学部助手。2000年法政大学第二教養部助教授。2003年同大学法学部助教授。2004年より現職。